# Le Charmel
Le Charmel település Franciaországban, Aisne megyében. Lakosainak száma 324 fő (2022. január 1.). Le Charmel Barzy-sur-Marne, Beuvardes, Chartèves, Courmont, Fère-en-Tardenois, Fresnes-en-Tardenois, Jaulgonne és Trélou-sur-Marne községekkel határos.

## Népesség
A település népességének változása:
| Lakosok száma | 206  | 249  | 268  | 321  | 323  | 325  | 316  | 325  | 327  | 324  |
|               | 1968 | 1982 | 1990 | 2006 | 2011 | 2016 | 2017 | 2019 | 2020 | 2022 |